# Road Blaster
Road Blaster (ロードブラスター?) es un videojuego de cine interactivo lanzado en 1985 para arcade, el cual fue desarrollado y publicado por Data East , con la ayuda de Toei Animation para ilustrar la animación. Después de que Data East desapareciera debido a su quiebra en el año 2003, G-Mode compró los derechos de propiedad intelectual del juego, así como la mayoría de otros juegos de Data East.

## Jugabilidad
El jugador asume el papel de un vigilante que conduce un coche deportivo modificado con el fin de llevar a la banda de motoristas responsables de la muerte de su mujer a la justicia. Al igual que con otros juegos de arcade basado en LaserDisc de la época, el modo de juego consiste en seguir las instrucciones que aparecen en pantalla, superpuesta sobre el metraje de animación pregrabado. El jugador entra en una serie de persecuciones a alta velocidad en las que debe pasar entre camiones, defenderse de los pandilleros, realizar acrobacias peligrosas, cometer actos de homicidio vehicular, y escapar de la muerte antes de encontrarse cara a cara contra la líder de la pandilla. El jugador controla el punto de mira para dirigir el coche hacia la dirección correcta de acuerdo a las flechas verdes intermitentes y pitidos al lado de él, mientras se controla el acelerador, freno y el boost cada vez que se encienden.

## Ports y lanzamientos relacionados
Varios ports fueron lanzados para consolas entre 1989 y 1997, incluidas las versiones para Amiga CD32 , MSX , Mega-CD/Sega CD , Sega Saturn , PlayStation , LaserActive y Multiplayer interactive 3DO (prototipos como Turbo Blaster ). Sin embargo, sólo las versiones Mega-CD y LaserActive fueron lanzadas internacionalmente bajo los títulos Road Avenger , y Road Prosecuter respectivamente. Los títulos fueron cambiados presumiblemente para evitar la confusión con el juego de arcade de título similar Roadblasters, desarrollado por Atari Games (el cual fue porteado a la Sega Mega Drive en la misma época). Otras variaciones incluyen reproducciones de un solo uso para reproductores de casetes VHS como el de Takara Vídeo Challenger que era un port interactivo limitado del arcade de Road Blaster. Los ports de Sega Saturn y PlayStation fueron compilaciones de Road Blaster y otro juego de arcade laserdisc desarrollado por el mismo equipo, llamado Thunder Storm (conocido fuera de Japón como Comando Cobra ).
En 2009 Road Blaster fue lanzado para el sistema Sharp X68000.
Yoshihisa Kishimoto, el director del Cobra Command y Road Blaster , más tarde dirigió la versión arcade de Double Dragon . El coche de Road Blaster se puede ver el interior del garage de Billy y Jimmy en el inicio del juego.
Cobra Command y Road Blaster fueron portados a iOS por Revolutionary Concepts el 29 de junio de 2010, y el 13 de enero de 2011, respectivamente.
Aparte de eso, un port sin licencia titulado Súper Road Blaster para Super Nintendo Entertainment System se lanzó el 13 de mayo de 2012.
En la película Ralph el Demoledor, RoadBlaster es el juego en donde Turbo irrumpe para poder dominarlo por primera vez.

## Recepción
Road Avenger fue analizado en 1993 por la revista Dragon #195, en el cual Hartley, Patricia, and Kirk Lesser escribieron en la columna "The Role of Computers". en esa oportunidad, el juego obtuvo 4 de 5 estrellas. En su lanzamiento, Famicom Tsūshin puntuó la versión de Sega Saturn 25 de 40, y daldole a la versión de PlayStation un 23 de 40.